# Flash (notiziario)
Flash è stato il telegiornale della rete televisiva TMC 2 dal 1996 al 2001, e successivamente di MTV Italia fino al 2010.
Nacque il 1º giugno 1996, con la nascita di TMC 2, in sostituzione del VM Giornale a seguito dell'acquisizione di Videomusic da parte di Vittorio Cecchi Gori.
Vi erano 6 edizioni del Flash, 3 di "hard news" (alle 16, alle 18 e alle 20) e 3 di "soft news":
- la prima alle 16:00 e segnala le notizie riguardo a esteri, politica, cronaca e attualità (alla domenica e nei festivi andava in onda alle 18.00);
- la seconda alle 17:00, propone news in ambito musicale e d'alleggerimento;
- la terza alle 18:00, propone aggiornamenti sui temi più importanti della giornata (alla domenica e nei festivi andava in onda alle 20.00);
- la quarta alle 19:00, ancora notizie musicali e d'alleggerimento;
- la quinta, alle 20:00, nuove notizie dal mondo (alla domenica e nei festivi andava in onda alle 22.30);
- l'ultima alle 22:30, l'ultima edizione che riassume le notizie musicali e d'alleggerimento più importanti della giornata.

Inoltre, dalle 5:40 alle 7:00 del mattino MTV Italia trasmetteva le notizie più importanti del giorno precedente provenienti da tutto il mondo, seguite da una rubrica di oroscopo e alle previsioni meteo.
Nel 2005 è stata prodotta anche una speciale edizione del notiziario, chiamata Flash Weekend in onda la domenica sera alle 20.00. L'edizione riassumeva le più importanti notizie d'alleggerimento della settimana e l'arricchiva qualche speciale e intervista inedita.
La realizzazione e la conduzione del telegiornale "hard news" era affidata a giornalisti dell'agenzia di stampa APCOM (l'attuale askanews, fino al 2010 partner italiano dell'Associated Press): Pino Di Feo, Lucilla Nuzzo e Alessandra Velluto. La realizzazione del flash musicale e d'alleggerimento, invece, era curata da MTV Italia.
Dal 1º marzo 2010 è stato sostituito dal nuovo telegiornale della rete, MTV News, di cui la parte hard news era sempre a cura dei giornalisti citati sopra, i quali si occupavano anche del notiziario on line sul sito web.